# G-2 Section
Die G-2 Section war eine nachrichtendienstliche Einheit der US-amerikanischen Streitkräfte, die innerhalb des Kommandobereichs von General Douglas MacArthur zunächst übliche militärische Erkundungen auswertete und ein tägliches Intelligence Summary für die Kommandeure produzierte. Nach der Besetzung Japans wurde der Aufgabenbereich über militärische Aufgaben hinaus auch für Gegenspionage, Kommunistenverfolgung und „Demokratisierung“ ausgeweitet. Ihr Kommandant Charles Willoughby, eben in der Stellung eines G-2, wurde synonym mit dem Dienst.

## Vorgeschichte
Üblicherweise verfügte jede Stabsstelle der US-Landstreitkräfte über eine G-2 Section, die für Feindaufklärung und ähnliche Aufgaben zuständig war (siehe Stab (Militär)#Organisation). Im Bereich des Kommandos von Gen. Douglas MacArthur als Kommandeur der United States Army Forces, Far East (USAFFE) und später als SCAP (Oberkommandierender für die Alliierten Mächte in Japan) während des Pazifikkrieges und der Besetzung Japans stand die hier behandelte Abteilung unter Gen.-Maj. Charles Willoughby.
Bereits vor Schaffung des Kommandobereichs USAFFE existierte im Philippine Department eine kleine G-2-Abteilung, die sich vor Ort auf wenige amerikanische Geschäftsleute, CIC-Agenten japanischer Abkunft (nisei) und Angehörige der Philippine Constabulary stützte.
Während der Kämpfe um die Philippinen, ab 8. Dezember 1941 bis zur Niederlage der Amerikaner am 9. Mai 1942 bzw. der Flucht des Oberkommandos (11. März) von Corregidor, wurden die bestehenden Strukturen zerschlagen. Jedoch war es dem philippinischen Brigadegeneral Simon de Jesus gelungen, einige wenige mit Funkgeräten ausgestattete Agenten aus dem belagerten Bataan in das besetzte Gebiet zu senden. Diese wurden in Zellen in vier Regionen organisiert.

## 1942–1945
Am 19. April 1942 gab MacArthur bekannt, dass Colonel Charles A. Willoughby nun G-2, Assistant Chief of Staff for Intelligence, des GHQ, Southwest Pacific Area (SWPA) war. Dazu erfolgte seine Beförderung zum Brigadegeneral (temporär) am 20. Juni 1942. Für Willoughby stellte sich das Problem, dass er einen nachrichtendienstlichen Apparat erst aufbauen musste. Willoughby erwies sich als Organisationstalent. Wichtige Aufbauarbeit leistete auch Col. Van S. Merle-Smith, ehemals Militärattaché in Australien.
Die organisatorische Struktur folgte der in den Army Staff Manuals vorgeschriebenen mit geringen Modifikationen. Es bestanden zwei Hauptabteilungen Theatre Intelligence und War Department Intelligence. Während der Kämpfe um Neuguinea wurden, jeweils etwa zwei Monate lang, im November 1942, August 1943 und erneut im November advance sections (Vorposten) in Port Moresby eingerichtet. Ab August 1944 fand sich ein Stab in Hollandia, ab Oktober in Tacloban City, um im April 1945 in seiner Gesamtheit in Manila eingerichtet zu werden. Die Zusammenarbeit mit anderen Diensten z. B. CIC und Navy Intelligence war nicht spannungsfrei.
Das Allied Intelligence Bureau (AIB), in das G-2 mit eingebunden, sollte die nachrichtendienstlichen Bemühungen der Alliierten koordinieren und z. B. über seine Philippine Regional Section dort, extrem gefährliche, Untergrund- und Propagandaarbeit leisten.

### Abteilungen
Ab 19. September halfen die Allied Translator and Interpreter Section (ATIS) und das Central Bureau (ab 15. April 1942) zuständig für Funk- und Postüberwachung, der Kriegsplanung. Besonders die Übersetzungen erwiesen sich, zusammen mit denen von ULTRA, als wichtige Informationsquelle für MacArthurs Stab. Die Abteilung bestand im Oktober 1942 aus zirka 35 Mann aller Waffengattungen der Alliierten; bis September 1945 stieg der Personalbestand auf 1900 Mann, die in insgesamt 34 Sprachen übersetzen konnten, wobei das Japanische immer am Wichtigsten blieb. ATIS-Mitarbeiter waren auch für Verhöre von Kriegsgefangenen zuständig.
Die Philippines Section wertete Funksprüche der im besetzten Gebiet verbliebenen Agenten aus. Die Order of Battle Section suchte die Stellungen japanischer Einheiten zu ermitteln.
Die Plans and Estimate Section fasste die gesammelten Informationen zu Berichten zusammen, die dann die Grundlagen für militärische Aktionen bildeten. Willoughby lag jedoch mit seinen Einschätzungen japanischer Intentionen und Truppenstärken öfters falsch. Willoughby versuchte später, die Fehler totzuschweigen.
Die Aufgabe der Allied Geographical Section (AGS), zunächst unter dem australischen Obersten William Jardine-Blake, war die Erstellung von Special Reports, Terrain Studies beziehungsweise Kartenmaterial, das 1942 insbesondere für Neuguinea, sofern es überhaupt existierte, veraltet war. Um die Jahreswende 1944/45 erreichte die Tätigkeit ihren Höhepunkt, die geographischen Berichte wurden in einer Auflage von insgesamt 193.000 Exemplaren an die Truppen verteilt. Dazu kamen noch mehrere landeskundliche Broschüren zur Verteilung an die Soldaten (Auflage zirka 250.000).

## In Japan
Zu den normalen militärischen Aufgaben hinzu kam während der Besatzungszeit die Gegenspionage, erfolgreich in der Entlarvung von Igor Gouzenko und Agnes Smedley, Mitglied des Rings von Richard Sorge, und verstärkt ab 1947 antikommunistische Agitation. Zu dieser Zeit war G-2 ein Synonym zum einen für die Organisation, die Aufklärungstätigkeiten für SCAP durchführte, zum anderen auch für die Person des Chefs Charles Willoughby, der seine faschistische Einstellung nie verbarg.
Die Besatzungszeit erforderte eine Umorganisation. Am weitreichendsten war diese 1946 für die Theatre Intelligence, (1946–1948 unter Col. Frederick B. Dodge).
Es bestanden nun die folgenden wichtigen Abteilungen.:
- ATIS: blieb mit 725 Personen eine der größten Abteilungen, nun mit der Übersetzung von Zeitungsartikeln[6] und Bereitstellung von Dokumenten für die Kriegsverbrecherprozesse von Yokohama, befasst.
- CCD Censorship: Telefon- und Postüberwachung, Theater-, Film- und Buch-Vorzensur, 542 Personen.
- CIC: „Counter Intelligence“ (Gegenspionage, antikommunistische Aktivitäten, zunächst unter General Thorpe) und Field Detachments, 881 Personen landesweit. Anfangs auch Ermittlung von Kriegsverbrechern. Die zugehörige Public Safety Division war zuständig für Polizei-, Feuerwehr- und Gefängnisreform („Demokratisierung“).
- Liaison: „Foreign“ hielt ab 15. August 1945 den Kontakt zu akkreditierten Diplomaten, „Jap“ zu japanischen Regierungsstellen, zusammen 31.
- Geographical (18) und Historical (28) Sections.
- Technical Intelligence, 166 Mann.
- dazu die zentrale Executive Group unter Col. Collin S. Myers, 185 Mann.[7]

### Koreakrieg
Obwohl Südkorea ursprünglich aus dem SCAP-Kommandobereich herausgenommen worden war, etablierte Willoughby das Korean Liaison Office, das aber nur eines der zahlreichen nachrichtendienstlichen Organe in Südkorea war. Die Abteilung produzierte jedoch fast 1200 Berichte bis Juni 1950. Wie die CIA schätzte es zunächst die chinesischen Invasionspläne falsch ein, änderte jedoch seine Ansichten ab Anfang November 1950.
Mit der Auflösung des SCAP nach der Unterzeichnung des Friedensvertrags von San Francisco und dem Abschluss des Verteidigungsabkommens (AMPO) wurden die Aufgaben von anderen Diensten übernommen.